# 그리스와 그리스 세계의 경제사
그리스 세계의 경제사는 몇 천 년에 걸쳐 많은 현대의 민족 국가를 포함한다.
그리스 세계의 중심의 초점은 자주 바뀌기 때문에 시간과 같은 관련 모든 분야에 확대할 필요가 있다. 그리스의 경제 역사는 1829년부터의 그리스 민족 국가의 경제 역사를 의미한다.

## 초기 그리스 문명

### 키클라데스 문명
키클라데스 문명은 그리스 본토에 등장하는 가장 오래된 알려진 문명으로, 석기 시대의 문화이기에 경제 역사의 지식은 고고학적 증거로 제한된다. (나중에 현대 예술가들에게 영감을 준) 키클라데스 미술과 식품 등의 필수품은 작은 규모의 무역이 있었던 것으로 보인다. 고고학적 증거는 키클라데스 상품이 광범위하게 지역에 걸쳐 분산된 것을 의미한다.

## 같이 보기
- 유럽의 경제
- 그리스 포이닉스